# Isla Lulu

Isla Lulu es el nombre de la isla más grande en el estuario del río Fraser, ubicada al sur de Vancouver, Columbia Británica, Canadá, y la segunda isla más poblada de Columbia Británica, después de la isla de Vancouver. La ciudad de Richmond ocupa la mayor parte de la isla, mientras que una pequeña sección en el extremo oriental, conocida como Queensborough, forma parte de la ciudad de New Westminster.

## Historia
La isla Lulu fue nombrada en 1862 por Richard Moody, en honor a Lulu Sweet, una corista popular, posiblemente de origen kanaka (hawaiano), que había comprado una propiedad allí. Cuando Lulu preguntó por el nombre de la isla, Richard, que estaba enamorado de ella, le puso su nombre en su honor.
La isla disfrutaba de buenas conexiones con la nueva ciudad portuaria de Vancouver gracias a la línea Lulu Island & Steveston Railway de la vía de transporte ferroviario British Columbia Electric Railway, que comenzaba en lo que hoy es el extremo norte del puente de Granville Street. La ruta del ferrocarril de la isla Lulu se conoció como el corredor Arbutus, que corre hacia el oeste a través de Kitsilano antes de girar hacia el sur hacia Kerrisdale y Marpole antes de cruzar el brazo norte del Fraser para llegar a la isla Lulu y la ciudad de Richmond. El puente giratorio de Eburne se eliminó en 2015, dejando huérfanas las vías de ferrocarril restantes en el lado del río Richmond. Las vías del corredor Arbutus se eliminaron en 2016 para crear una vía verde para ciclistas y peatones.
La esquina suroeste de la isla Lulu alberga Steveston, un puerto pesquero, hogar de la fábrica de conservas del Golfo de Georgia, y ahora un concurrido centro turístico que tiene una historia vinculada con la de los japoneses-canadienses antes de su internación durante la Segunda Guerra Mundial.